# ももクロ夏のバカ騒ぎ2017 -FIVE THE COLOR Road to 2020- 味の素スタジアム大会
『ももクロ夏のバカ騒ぎ2017 -FIVE THE COLOR Road to 2020- 味の素スタジアム大会』（ももクロなつのバカさわぎ2017 -ファイブ ザ カラー ロード トゥ にいまるにいまる- あじのもとスタジアムたいかい）は、東京スタジアム（味の素スタジアム）で2017年8月5日と6日に開催したライブ。
Blu-ray & DVDとして2日分を全て収録したものが発売されている。

## 概要
4年振りに開催した「ももクロ夏のバカ騒ぎ」は、2日間でのべ100,902名を動員した。
来たる2020年東京オリンピック・パラリンピックを意識し、“音楽とスポーツの融合”をテーマとした。
初日の開会式は、アスリートの入場行進から始まり、小林孝至、荻原次晴、吉田沙保里といった歴代メダリストたちが聖火ランナーを務め、アンカーの百田夏菜子が聖火台に火を灯した。
ライブと同時進行で「夏バカハーフマラソン」をスタジアム内外で開催。ケニア出身のサイラス・ジュイ、2012年ロンドンオリンピックで男子マラソン日本代表に選ばれた藤原新、先立って行われた「夏の夕涼み10マイルマラソン2017」の上位48名、お笑い芸人らがランナーとして入場。ももクロはステージで「走れ！」などのナンバーを歌って後押しをした。
ライブの幕間には、センターステージで空手の日本代表が団体での形［かた］を披露（このライブの翌年の世界選手権で優勝。また喜友名諒は4年後の東京オリンピックで金メダル獲得）。池谷直樹とサムライ・ロック・オーケストラは体操の鉄棒や床などの演目をステージで展開。さらに、プロのクライマーにより、18mのステージセットをよじ登る形でのスポーツ・クライミングのパフォーマンスも。男子ハードル110m走、男子100m走、男子1500m走には、タレントの森脇健児、2005年日本選手権5000m優勝の瀬戸智弘らが出場した。
また、「世界パラ陸上競技選手権」のロンドン大会において、走り高跳びで銅メダルを獲得した“義足のジャンパー”として知られる鈴木徹もフィーチャーされ、弧を描くように美しくポールを飛び越えるジャンプに、大きな歓声が上がった。
そして、棒高跳びの松澤ジアン成治が大きく跳躍し、ステージではそれに続くように百田夏菜子がエビ反りジャンプを決めた。
ライブ最後の挨拶で玉井詩織は「みんなで汗をかくってすごい気持ちいいことだなって。今日はいつも以上に汗をかいたし、水にも濡れたし、体全体で夏を楽しめました。私たちは笑顔が連鎖する力を信じているけど、がんばる姿も連鎖するなってスポーツ選手たちを見て思いました。私たちのがんばる姿が少しでもみんなの力になったらうれしいです」と述べた。
リーダーの百田夏菜子は「新しいライブが実現したような気がします。スポーツと違ってアイドルに勝ち負けはないですけど、もしかしたら私たちは歌を歌っている瞬間にアスリートが勝負をするときみたいに人生が動いているかもしれない、そういう感じ。だから1曲1曲に思いを込めて全力を込めて歌いたいなって、この2日間で多くのスポーツに触れて感じました」と締めくくった。
なお今回のライブには警視庁が、事件や事故で親や兄弟を亡くした児童とその保護者らを約40名招待した。

## セットリスト

### Day1
overture
1. Survival of the Fittest -interlude-～BLAST！
2. サラバ、愛しき悲しみたちよ
3. 上球物語 -Carpe diem-
4. DECORATION
5. 境界のペンデュラム
6. 労働讃歌
7. 何時だって挑戦者
8. PUSH
9. ココ☆ナツ
10. 猛烈宇宙交響曲・第七楽章「無限の愛」
11. 全力少女
12. JUMP!!!!!
13. オレンジノート
14. ゴリラパンチ
15. もっ黒ニナル果て
16. 桃源郷
17. BIONIC CHERRY
18. 行くぜっ!怪盗少女
19. 走れ!
20. 桃色空
21. Hanabi
22. ワニとシャンプー
23. 希望の向こうへ
24. コノウタ（アンコール）
25. HAPPY Re:BIRTHDAY（アンコール）

### Day2
overture
1. 境界のペンデュラム
2. 天手力男
3. ゴリラパンチ
4. CONTRADICTION
5. Survival of the Fittest -interlude-～BLAST！
6. ザ・ゴールデン・ヒストリー
7. ココ☆ナツ
8. 黒い週末
9. 何時だって挑戦者
10. PUSH
11. Chai Maxx
12. JUMP!!!!!
13. D'の純情
14. ワニとシャンプー
15. もっ黒ニナル果て
16. 猛烈宇宙交響曲・第七楽章「無限の愛」
17. キミノアト
18. 行くぜっ！怪盗少女
19. 走れ！
20. 桃色空
21. 青春賦
22. MOON PRIDE
23. 白金の夜明け
24. ツヨクツヨク （アンコール）
25. あの空へ向かって （アンコール）

## サポートメンバー
「ダウンタウンももクロバンド」と呼ばれるバンドによる生演奏が行われた。
- 宗本康兵 - 音楽監督・キーボード
- 村石雅行 - ドラムス
- 朝倉真司 - パーカッション
- 浜崎賢太 -  ベース
- 清水俊也 - キーボード
- 佐藤大剛 - ギター
- 西川進 - ギター
- 竹上良成 - サクソフォン
- 小澤篤士 - トランペット
- 榎本裕介 - トロンボーン
- 加藤いづみ - コーラス
- marron - コーラス